# 南旭村
南旭村（みなみあさひむら）は、かつて新潟県南魚沼郡にあった村。

## 沿革
- 1889年（明治22年）4月1日 - 町村制施行に伴い南魚沼郡姥沢新田、滝谷村、蟹沢新田、清水村、一ノ沢村が合併し、南旭村が発足。
- 1906年（明治39年）4月1日 - 南魚沼郡長崎村、旭村、三和村（一部）と合併して、上田村となり消滅。